# Ammertjärnarna (Sorsele socken, Lappland, 730026-152229)
Ammertjärnarna är en sjö i Sorsele kommun i Lappland och ingår i Umeälvens huvudavrinningsområde. Ammertjärnarna ligger i Vindelfjällen Natura 2000-område.